# ちりとり鍋
ちりとり鍋（ちりとりなべ）は、正方形の浅く平らな鍋を使う鍋料理の名称。
もつの鉄板焼きから発展した料理および調理器具であり、かつては主な具材としてテッチャンを用いていたことから、韓国風こってり鍋、テッチャン鍋、ホルモン鍋とも呼ばれていた。

## 概要

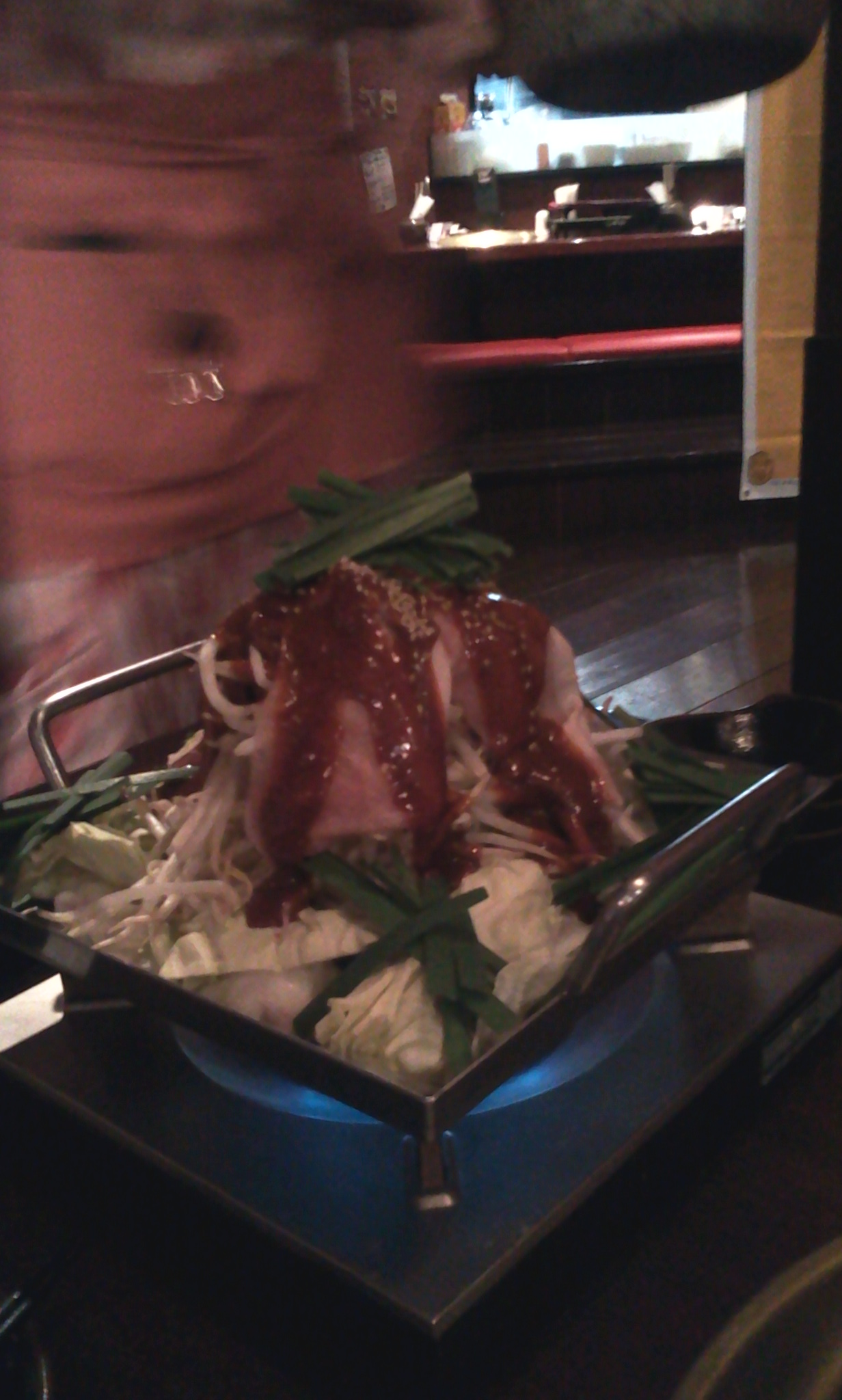
石川県松任市「もつ鍋うさぎ」のちりとり鍋

大阪市生野区に所在する鉄板焼き屋「万才橋」の店主が鉄工所を経営しており、そこで製作されたステンレス製の鍋の質感と形状が塵取りに似ていたことから、ちりとり鍋と呼ばれるようになったという説がある。
なお、「韓国風すき焼き」として紹介されることもあるが、韓国でそれに該当するのはチョンゴルやプルコギであり（具材は種類によって異なる）、代表的な「在日料理」である。

## 調理方法
タレで下味をつけた牛肉や豚肉、各種のホルモンとネギ、ニラ、タマネギ、もやし、キャベツなどの野菜を、浅いステンレス製の鉄鍋で調理する。味付けは醤油、味噌、みりん、ニンニク、コチュジャンなどを用い、キムチを加える例もある。
現在はホルモン類に限らず、鶏肉や魚介その他の素材を使用したり、塩だれやカレー風味、豆乳ベースなどさまざまなバリエーションのちりとり鍋がみられる。
家庭料理のレシピとしては、ホットプレートを用いた調理法なども紹介されている。